# Traité de Blois (1572)
Pour les articles homonymes, voir Traité de Blois.
Le Traité de Blois est signé le 19 avril 1572 à Blois entre Élisabeth Ire d'Angleterre et Catherine de Médicis, reine-mère du royaume de France. Sur la base des termes du traité, la France et l'Angleterre ont renoncé à leur rivalité historique et ont établi une alliance contre l'Espagne. Élisabeth s'attendait à ce que le traité défensif isole l'Espagne et empêche la France d'envahir la Flandre . 